# Tábori járás

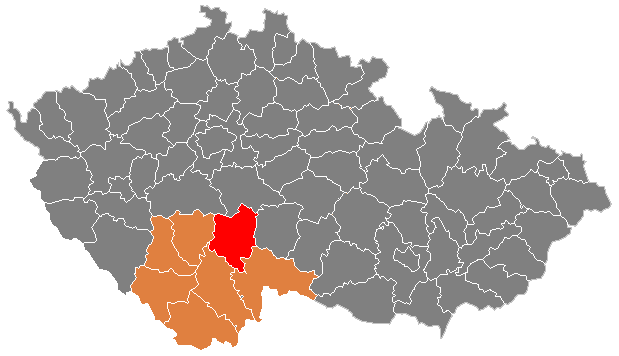
A Tábori járás

A Tábori járás (csehül: Okres Tábor) közigazgatási egység Csehország Dél-csehországi kerületében. Székhelye Tábor. Lakosainak száma 103 599 fő (2009). Területe 1326,01 km².

## Városai, mezővárosai és községei
A városok félkövér, a mezővárosok dőlt, a községek álló betűkkel szerepelnek a felsorolásban.
Balkova Lhota •
Bechyně •
Bečice •
Běleč •
Borkovice •
Borotín •
Bradáčov •
Březnice •
Budislav •
Černýšovice •
Chotěmice •
Chotoviny •
Choustník •
Chrbonín •
Chýnov •
Dírná •
Dlouhá Lhota •
Dobronice u Bechyně •
Dolní Hořice •
Dolní Hrachovice •
Dráchov •
Drahov •
Dražice •
Dražičky •
Drhovice •
Haškovcova Lhota •
Hlasivo •
Hlavatce •
Hodětín •
Hodonice •
Jedlany •
Jistebnice •
Katov •
Klenovice •
Komárov •
Košice •
Košín •
Krátošice •
Krtov •
Libějice •
Lom •
Malšice •
Mažice •
Meziříčí •
Mezná •
Mladá Vožice •
Mlýny •
Myslkovice •
Nadějkov •
Nasavrky •
Nemyšl •
Nová Ves u Chýnova •
Nová Ves u Mladé Vožice •
Oldřichov •
Opařany •
Planá nad Lužnicí •
Pohnánec •
Pohnání •
Pojbuky •
Přehořov •
Psárov •
Radenín •
Radětice •
Radimovice u Tábora •
Radimovice u Želče •
Radkov •
Rataje •
Ratibořské Hory •
Řemíčov •
Řepeč •
Řípec •
Rodná •
Roudná •
Šebířov •
Sedlečko u Soběslavě •
Sezimovo Ústí •
Skalice •
Skopytce •
Skrýchov u Malšic •
Slapsko •
Slapy •
Smilovy Hory •
Soběslav •
Stádlec •
Sudoměřice u Bechyně •
Sudoměřice u Tábora •
Sviny •
Svrabov •
Tábor •
Třebějice •
Tučapy •
Turovec •
Ústrašice •
Val •
Vesce •
Veselí nad Lužnicí •
Vilice •
Vlastiboř •
Vlčeves •
Vlkov •
Vodice •
Zadní Střítež •
Záhoří •
Zálší •
Želeč •
Zhoř u Mladé Vožice •
Zhoř u Tábora •
Žíšov •
Zlukov •
Zvěrotice

## Fordítás
- Ez a szócikk részben vagy egészben  a   Tábor District című angol Wikipédia-szócikk ezen változatának fordításán alapul.  Az eredeti cikk szerkesztőit annak laptörténete sorolja fel. Ez a jelzés csupán a megfogalmazás eredetét és a szerzői jogokat jelzi, nem szolgál a cikkben szereplő információk forrásmegjelöléseként.
- Ez a szócikk részben vagy egészben  az   Okres Tábor című cseh Wikipédia-szócikk ezen változatának fordításán alapul.  Az eredeti cikk szerkesztőit annak laptörténete sorolja fel. Ez a jelzés csupán a megfogalmazás eredetét és a szerzői jogokat jelzi, nem szolgál a cikkben szereplő információk forrásmegjelöléseként.